# Jacksonville (Arkansas)
Pour les articles homonymes, voir Jacksonville.
La ville de Jacksonville est située dans le comté de Pulaski, dans l’État de l’Arkansas, aux États-Unis. 

## Géographie

### Localisation
Jacksonville fait partie de l’agglomération de Little Rock.

## Population et société

### Démographie
Sa population s’élevait à 28 364 habitants lors du recensement de 2010, estimée à 28 513 habitants en 2017.

#### Évolution du nombre d'habitants
| 1950  | 1960   | 1970   | 1980   | 1990   | 2000   | 2010   | - |
| ----- | ------ | ------ | ------ | ------ | ------ | ------ | - |
| 2 474 | 14 488 | 19 832 | 27 589 | 29 101 | 29 916 | 28 364 | - |

## Source
- (en) Cet article est partiellement ou en totalité issu de l’article de Wikipédia en anglais intitulé « Jacksonville, Arkansas » (voir la liste des auteurs).

1. ↑  « Statistiques des États-Unis - Arkansas - Profils des communautés de 2010 » (consulté en novembre 2020)